# Großer Preis von Las Vegas
Der Große Preis von Las Vegas (1981–1982 auch Caesar’s Palace Grand Prix) ist ein Rennen für Automobile, welches in den Saisons 1981 und 1982 als Formel-1- und 1983 sowie 1984 als CART-Rennen abgehalten wurde. Austragungsort für die Rennen war ein 3,650 km langer temporärer Stadtkurs auf dem Parkplatz des Casinos Caesars Palace. 2023 kehrte der Große Preis von Las Vegas wieder in den Formel-1-Kalender zurück.

## Geschichte
Da der bisherige Kurs von Watkins Glen nicht mehr den aktuellen Sicherheitsstandards entsprach, mussten die Organisatoren der Formel 1 einen neuen, attraktiven Austragungsort für den US-amerikanischen Grand Prix finden. Auch die Stadt Las Vegas war auf der Suche nach einer Veranstaltung, um das Mafia-Image, das sich in den 1970ern gefestigt hatte, abzulegen. So kamen sie gemeinsam zu der Übereinkunft, künftig Rennen auf dem Parkplatz des Caesars Palace auszutragen, dem Caesars Palace Grand Prix Circuit. Doch das Rennen war von vornherein zum baldigen Scheitern verurteilt. Die Isolation Las Vegas’ wirkte sich stark auf die Zuschauerzahlen aus, zudem klagten Fahrer und Teams über die buckelige Piste, den Wüstensand auf der Strecke und die große Hitze. Bis heute gilt der Kurs als einer der schlechtesten aller Zeiten.
Das Formel-1-Rennen 1981 wurde als Saisonfinale abgehalten und war geprägt vom Titelkampf zwischen Carlos Reutemann im Williams und Nelson Piquet im Brabham; Williams sicherte sich bereits ein Rennen zuvor die Konstrukteursmeisterschaft. Auch Jacques Laffite hatte mit sechs Punkten Rückstand noch theoretische Titelchancen. Reutemann ging mit einem Punkt Vorsprung vor Piquet von der Pole-Position ins Rennen, der letzten Pole seiner Formel-1-Karriere. Vor dem Start, während des Warm-ups, hatte der Williams FW07C von Reutemann Aussetzer, jedoch war es seinem Team nicht möglich die Fehlerquelle zu diagnostizieren beziehungsweise gar zu beheben. Beim Rennstart blieb Reutemann schließlich nahezu stehen und fiel auf den fünften Platz zurück. Piquet lag zu diesem Zeitpunkt auf dem achten Platz, drei hinter Reutemann. Bis zur dritten Runde verlor Reutemann drei weitere Plätze und fiel bis Runde 19 sogar auf den neunten Rang zurück. Piquet hingegen überholte einige Gegner und lag nun auf dem siebenten Platz. Reutemann war es, geplagt durch den technischen Defekt seines Williams nicht mehr möglich um die Punkte zu fahren und verlor die Weltmeisterschaft an Piquet, der exakt die zwei benötigten Punkte einfuhr. Sieger des Rennens wurde Alan Jones; es war der letzte Grand-Prix-Sieg für den Weltmeister von 1980.
Im folgenden Jahr war das Rennen wieder das Finale. Keke Rosberg und John Watson hatten noch Chancen auf den Weltmeistertitel, der in der Weltmeisterschaft zweitplatzierte Didier Pironi dagegen fiel nach einem schweren Unfall beim Großen Preis von Deutschland verletzungsbedingt aus. Auch Ferrari war der Titel mit elf Punkten Vorsprung vor McLaren kaum noch zu nehmen. Alain Prost startete das Rennen von der Pole-Position aus, die in diesem Jahr von der rechten auf die linke Seite gewechselt wurde. Für Michele Alboreto sollte es der erste von fünf Grand-Prix-Siegen werden. Für den Weltmeister von 1978, Mario Andretti, war dieses Rennen der letzte Start in der Formel 1.
Nach 1982 wurden noch zwei Rennen der CART-Meisterschaft als Großer Preis von Las Vegas ausgetragen. Zwar gab es immer wieder Gerüchte um einen möglichen Grand-Prix in Las Vegas, jedoch bestätigten sich diese nicht.
Am 31. März 2022 wurde die Rückkehr des Großen Preises von Las Vegas für die Saison 2023 angekündigt. Dafür wurde eine neue Strecke, der Las Vegas Strip Circuit, entworfen, welche 6,201 km lang ist und unter anderem über den Las Vegas Strip führt. Das Rennen wird als Nachtrennen ausgetragen und fand 2023, genau wie bei den ersten zwei Editionen, an einem Samstag statt.

## Ergebnisse
| Auflage | Jahr          | Strecke                         | Sieger                                      | Zweiter                         | Dritter                                   | Pole-Position                    | Schnellste Runde                 |                                 |
| ------- | ------------- | ------------------------------- | ------------------------------------------- | ------------------------------- | ----------------------------------------- | -------------------------------- | -------------------------------- | ------------------------------- |
| 1       | 1981          | Caesars Palace                  | Alan Jones (Williams-Ford)                  | Alain Prost (Renault)           | Bruno Giacomelli (Alfa Romeo)             | Carlos Reutemann (Williams-Ford) | Didier Pironi (Ferrari)          |                                 |
| 2       | 1982          | Caesars Palace                  | Michele Alboreto (Tyrrell-Ford)             | John Watson (McLaren-Ford)      | Eddie Cheever (Ligier-Matra)              | Alain Prost (Renault)            | Michele Alboreto (Tyrrell-Ford)  |                                 |
| 3       | 1983          | Caesars Palace                  | Mario Andretti (Lola)                       | John Paul jr. (Penske)          | Chip Ganassi (Wildcat)                    | John Paul jr. (Penske)           | unbekannt                        |                                 |
| 4       | 1984          | Caesars Palace                  | Tom Sneva (March)                           | Mario Andretti (Lola)           | John Paul jr. (March)                     | Danny Sullivan (Lola)            | unbekannt                        |                                 |
|         | 1985 bis 2022 | kein Großer Preis von Las Vegas | kein Großer Preis von Las Vegas             | kein Großer Preis von Las Vegas | kein Großer Preis von Las Vegas           | kein Großer Preis von Las Vegas  | kein Großer Preis von Las Vegas  | kein Großer Preis von Las Vegas |
| 5       | 2023          | Las Vegas Strip                 | Max Verstappen (Red Bull Racing-Honda RBPT) | Charles Leclerc (Ferrari)       | Sergio Pérez (Red Bull Racing-Honda RBPT) | Charles Leclerc (Ferrari)        | Oscar Piastri (McLaren Mercedes) |                                 |
| 6       | 2024          | Las Vegas Strip                 | George Russell (Mercedes)                   | Lewis Hamilton (Mercedes)       | Carlos Sainz (Ferrari)                    | George Russell (Mercedes)        | Lando Norris (McLaren Mercedes)  |                                 |

| Legende   | Legende                                                                                              | Legende                                                     |
| Abkürzung | Klasse                                                                                               | Kommentar                                                   |
| --------- | --- | ----------------------------------------------------------- |
| F1        | Formel 1                                                                                             | Formel-1-Weltmeisterschaft ab 1950                          |
| F2        | Formel 2                                                                                             |                                                             |
| FL        | Formula libre                                                                                        | Fahrzeugklasse in der Regel vom Veranstalter ausgeschrieben |
| SW        | Sportwagen                                                                                           |                                                             |
| TW        | Tourenwagen                                                                                          |                                                             |
| GP        | Grand-Prix-Fahrzeuge                                                                                 |                                                             |
|           | ↓ Durchgehende graue Linien zeigen an, wann in der Geschichte auf einem neuen Kurs gefahren wurde. ↓ |                                                             |
|           | |                                                             |
|           | Einträge mit hellrotem Hintergrund waren keine Läufe zur Automobil- bzw. Formel-1-Weltmeisterschaft. |                                                             |
|           | Einträge mit gelbem Hintergrund waren Läufe zur Europameisterschaft.                                 |                                                             |